# Selbstverbuchung
Die Selbstverbuchung oder Selbstausleihe bezeichnet in einer Bibliothek eine Ausleihe von Medien durch den Nutzer ohne Zutun eines Bibliothekars. Im Gegensatz dazu bringt, bei der konventionellen Ausleihe, der Nutzer die Medien zur Ausleihtheke einer Bibliothek, an der sie ein Bibliotheksmitarbeiter auf das Benutzerkonto verbucht.

## Technische Möglichkeiten

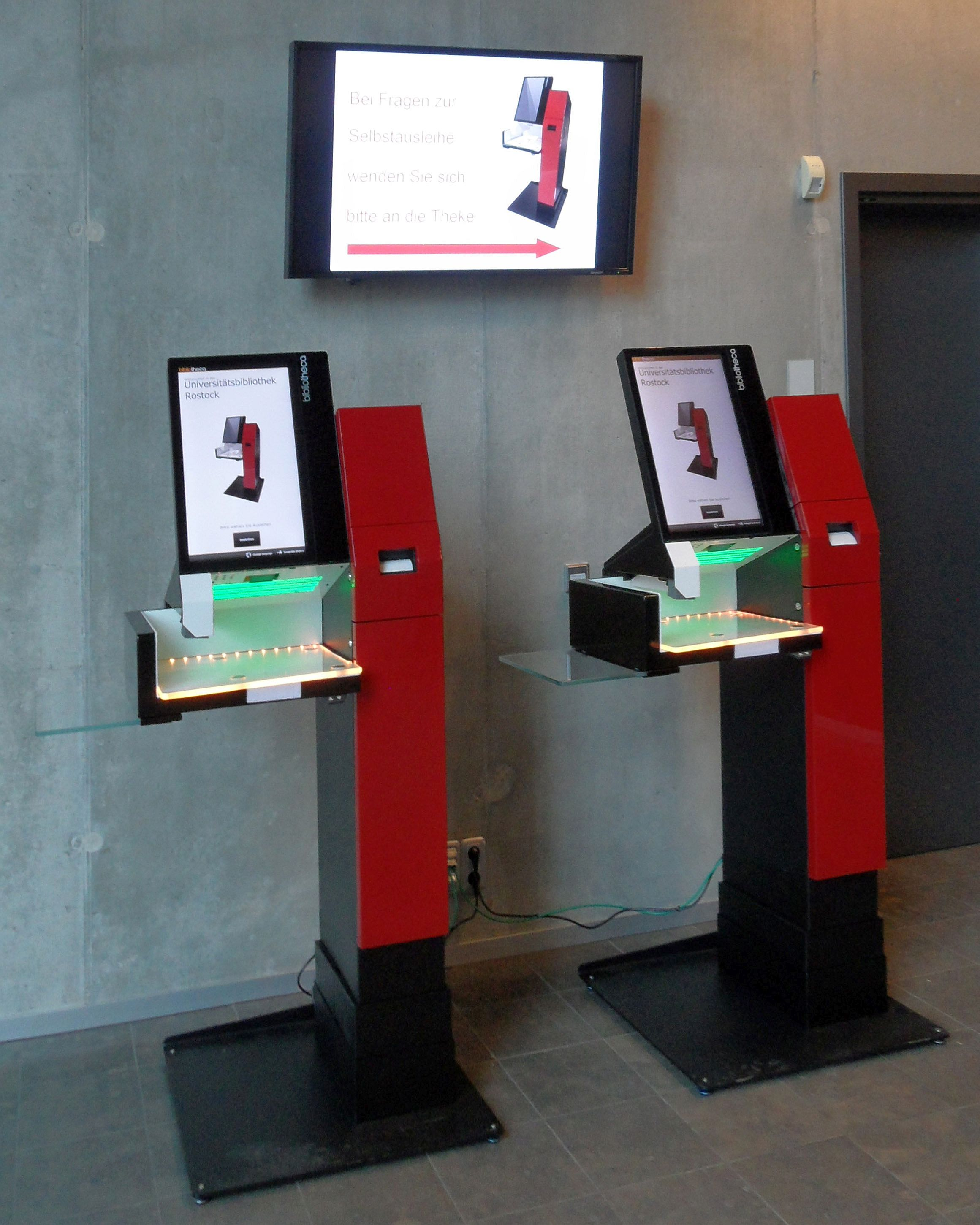
Selbstverbuchungsautomaten Smartserve 1070 der Firma bibliotheca in der Universitätsbibliothek Rostock

Um eine Selbstverbuchung durchzuführen, gibt es folgende Möglichkeiten:
- Mittels eines Selbstverbuchungsautomaten: Hierbei handelt es sich um stationäre Anlagen, die in der Regel etwa 2 Meter breit und jeweils etwa 1 Meter hoch und tief sind. Der Nutzer identifiziert sich zuerst gegenüber dem System, meist mit einem Benutzerausweis. Anschließend zieht er die Barcodes der Bücher über die dafür vorgesehene Glasfläche oder hält sie vor den Leser (ähnlich wie an einer Supermarktkasse). Das System verbucht das Medium daraufhin in der Datenbank auf das Konto des Nutzers.
- Mittels einer webbasierten Software: Diese Software ist meist in die Oberfläche des OPACs der Bibliothek integriert. Auch hier weist sich der Nutzer gegenüber dem System aus, zum Beispiel mit seiner Benutzerkennung. Häufig ist auch die Eingabe eines Passworts notwendig. Anschließend speist er mit einem Barcodelesegerät den Barcode des Mediums in das System ein, woraufhin es auf sein Konto verbucht wird.
- Mittels RFID-Technologie: Hierbei ist jedes Medium anstatt eines Barcodes mit einem kleinen Chip, Transponder genannt ausgestattet. Das Medium muss so lediglich vor eine Antenne gehalten werden, damit das System es identifizieren kann.

### Vergleich der Möglichkeiten
Die Selbstverbuchung dient im Wesentlichen dazu, die Bibliotheksmitarbeiter zu entlasten und damit im Endeffekt Personalkosten zu sparen. Das Ausleihen der Medien nimmt normalerweise einen erheblichen Zeitaufwand in Anspruch, der so anderweitig genutzt werden kann. 
Die Verwendung von Barcodes und Lesegeräten ist im Vergleich zur RFID-Technologie wesentlich kostengünstiger. Während die reinen Materialkosten bei den Barcodes mit durchschnittlich 0,10 Euro je Stück relativ günstig ausfallen, sind die RFID-Transponder mit durchschnittlich 1,- Euro je Stück schon erheblich teurer. Auch die Peripheriegeräte sind hier teurer. Dafür ist aber gerade die Handhabung der stationären Selbstverbuchungsanlagen sehr gewöhnungsbedürftig, da der Barcode des Buchs in eine bestimmte Richtung mit einer bestimmten Geschwindigkeit bewegt werden muss. Die Fehlertoleranz der Hardware ist eher gering.
Die Selbstverbuchung kann sich bislang nur in größeren Bibliotheken rentieren. In großen Öffentlichen Bibliotheken ist die Variante mit den stationären Anlagen bisher am meisten verbreitet.